# Fritz Sack
Fritz Sack (* 26. Februar 1931 in Neumark, Pommern) ist ein deutscher Soziologe und Kriminologe. Er führte den Etikettierungsansatz in die deutsche kriminologische und sozialwissenschaftliche Diskussion ein.

## Werdegang
Fritz Sack wuchs als Bauernsohn im Dorf Neumark (inzwischen Stare Czarnowo) auf, das im damaligen Hinterpommern zwischen Stettin (inzwischen Szczecin) und der Kreisstadt Pyritz (inzwischen Pyrzyce) liegt. Nach anfänglichem Besuch der zweiklassigen Dorfschule wechselte er 1941 an das Bismarck-Gymnasium, eine Oberrealschule für Jungen in Pyritz. Da Pyritz von Neumark nicht täglich erreichbar war, wurde Sack für die nächsten vier Jahre bei einem Onkel mütterlicherseits am Schulort einquartiert. Ab Sommer 1944 war ein regelmäßiger Schulbesuch nicht mehr möglich, weil das Schulgebäude in Pyritz als Lazarett genutzt wurde. Sack musste die Schule nur noch im wöchentlichen, manchmal vierzehntägigen Rhythmus aufsuchen, um Hausaufgaben abzugeben oder zu erhalten. Wenige Wochen vor Ende des Zweiten Weltkrieges verließ die Familie Sack den heimatlichen Hof mit einem Flüchtlingstreck und schlug sich bis zur mecklenburgischen Kleinstadt Plau am See durch, in der Eltern und Geschwister dauerhaft ihren Wohnsitz nahmen. Fritz Sack besuchte dort für einige Zeit die dortige Mittelschule, wechselte aber zum Ende 1945 von der sowjetischen in die britische Zone.
Die Verwandten, bei denen er bereits während seiner Pyritzer Schulzeit gewohnt hatte, lebten inzwischen in der schleswig-holsteinischen Gemeinde Bordesholm, die zwischen den Städten Neumünster und Kiel liegt. Sie nahmen ihn wieder auf. Der Schulbesuch begann, bedingt durch mehrere Sinneswandel seines Onkels, planlos. Zunächst besuchte Sack die Holstenschule, ein Gymnasium in Neumünster, dann ging er kurzfristig zur Mittelschule in Bordesholm und schließlich als Pendler zur Max-Planck-Schule, ein Gymnasium in Kiel. Dort machte er 1951 das Abitur.
Um möglichst schnell finanziell und räumlich von seinen strengen Verwandten unabhängig zu werden, wählte Sack nach dem Abitur statt eines Studiums eine Berufsausbildung. Er absolvierte eine dreijährige Ausbildung zum Finanzinspektor und lebte mit Vollpension im Dreibettzimmer eines Männerwohnheims. Nach erfolgreichem Abschluss wurde Sack als Beamter auf Widerruf an das Finanzamt der Stadt Oldenburg in Holstein versetzt. Da ihm die Aussicht einer künftigen Beamtenexistenz auf „mittlerem  gehobenen“ Niveau, nicht behagte, ließ er sich aus dem Staatsdienst entlassen und begann ein Hochschulstudium, was ihm durch Leistungen aus dem Lastenausgleich möglich wurde.
Im Sommersemester 1954 begann Sack an der Christian-Albrechts-Universität zu Kiel ein Studium der Ökonomie, das von Erich Schneider dominiert wurde. Sozialwissenschaftliche Veranstaltungen besuchte er nur nebenher, so hörte er Vorlesungen des Soziologen Gerhard  Mackenroth und nach dessen Tod von Helmut Schelsky, der eine Lehrstuhlvertretung übernommen hatte sowie des Politikwissenschaftlers Michael Freund. Da es in Schneiders Konzept des Ökonomie-Studiums keine Trennung zwischen Volkswirtschafts- und Betriebswirtschaftslehre gab, Sack aber einen betriebswirtschaftlichen Abschluss anstrebte, wechselte er nach drei Semestern an die Universität zu Köln. Dort legte er 1958 das Examen zum Diplom-Kaufmann ab. Daran anschließend erhielt er in Köln eine Anstellung als wissenschaftliche Hilfskraft und Verwalter einer Assistentenstelle im Institut für Soziologie, das von René König geleitet wurde, bei dem er 1963 promoviert wurde. Ein eigenständiger Diplom-Studiengang der Soziologie existierte in Köln nicht, Sack wählte das Fach ab seinem zweiten Kölner Semester zu einem seiner Nebenfächer (mit besonderer Gewichtung) im betriebswirtschaftlichen Studium.
Nach der Promotion wurde Sacks Stelle in die eines ordentlichen Assistenten Königs umgewandelt, was durch eine Vakanz begünstigt wurde: der eigentliche Inhaber der Assistentenstelle, Dietrich Rueschemeyer, kehrte von einem eigentlich für ein Jahr terminierten Auslandsaufenthalt in den USA aus privaten Gründen nicht zurück. Zu seinen Tätigkeiten am Institut gehörte von 1963 bis 1969 auch die eines Redaktionssekretärs der Kölner Zeitschrift für Soziologie und Sozialpsychologie. Während seiner Assistentenzeit gehörten die angelsächsischen Kriminalitätstheorien zu Sacks inhaltlichen Schwerpunkten. Seit 1964 leitete er ein Forschungsprojekt zur Kinder- und Jugendkriminalität in Köln. 1964/65 wurde er von König mit der Durchführung einer Übung zu Problemen des Abweichenden Verhaltens beauftragt. Er wurde damit bald, nach eigener Erinnerung, zur „institutsinternen Verweisadresse in Sachen abweichenden Verhaltens“.
Sack, der während des Bundestagswahlkampfes 1961 in die SPD eingetreten war, wurde 1964, wegen des besonders guten Wahlergebnisses als in der Liste weit hinten platzierter, in die Kölner Ratsversammlung gewählt. Trotzdem ging er 1965/66 für ein Jahr in die USA, um seine Kenntnisse der amerikanischen Kriminalsoziologie zu vertiefen. 1970 wurde er an der Kölner Universität habilitiert.
Von 1970 bis 1974 war er Professor für Soziologie an der Universität Regensburg. Von 1974 bis 1984 lehrte er als Professor an der juristischen Fakultät der Universität Hannover auf dem Lehrstuhl für Deviantes Verhalten und Soziale Kontrolle. 1984 nahm er den Ruf auf einen Lehrstuhl für Kriminologie an der Universität Hamburg an. Er baute dort das „Aufbau- und Kontaktstudium Kriminologie“ auf, das zunächst am Fachbereich Rechtswissenschaften institutionell verankert war und sodann ab dem Jahr 2000 am neugegründeten Instituts für Kriminologische Sozialforschung dem Fachbereich Sozialwissenschaften zugeordnet wurde. Seit 1996, dem Jahr seiner Emeritierung, leitete er das hamburgische Institut für Sicherheits- und Präventionsforschung (ISIP), dessen Vorstand er auch seit der Leitung des ISIPs durch Susanne Krasmann und Bettina Paul weiterhin angehörte. 1998 wurde Sack in die neu gegründete Hamburger Polizeikommission berufen. Die Kommission entstand auf Empfehlung des Parlamentarischen Untersuchungsausschusses Hamburger Polizei der Hamburgischen Bürgerschaft.

## Kriminalsoziologische Positionen
Sack gilt als führender deutscher Vertreter des Etikettierungsansatzes, der in den 1960er Jahren in den USA entwickelt worden war und von ihm 1968 mit einem Buchbeitrag in die deutschsprachige Diskussion eingebracht wurde. Sack war während eines einjährigen Gastaufenthalts in den USA 1965/66 wissenschaftlicher Mitarbeiter (research associate) von Walter C. Reckless an der Ohio State University gewesen, hatte sich aber nach wenigen Monaten enttäuscht von dessen empirischer Kriminologie abgewandt und lernte durch Aaron Victor Cicourel und dann an der University of California, Berkeley durch Erving Goffman und andere, die Ethnomethodologie kennen, auf der der kriminologische Etikettierungsansatz beruht. Seine Lektüre des Cicourel-Buches Method and measurement in sociology beschreibt Sack als sein „kriminologisches und soziologisches Konversionserlebnis“.
Der von Kalifornien ausgehende Paradigmenwechsel veränderte laut Sack das Gesicht der Kriminologie fast schlagartig und verschob den „Täter“ als „interaktionistisches Produkt“ in den Hintergrund des kriminellen Geschehens.
Sack meint, dass Kriminalität vollständig durch Zuschreibungen erklärt werden kann. Kriminalität sei eine „normale“ Erscheinung, die in allen Gesellschaftsschichten vorkomme. Für ihn war der epistemologische Gehalt des Etikettierungsansatzes von Anfang an – so Sack – „eine Position ohne ätiologischen und ‚Warum-Rest‘“. Dadurch unterscheidet sich sein radikaler Labeling-Ansatz von denen bei Howard S. Becker und Edwin M. Lemert. Beide unterstellen, dass es neben Zuschreibungsprozessen eine objektive Tatsachenebene gibt. Die Etikettierung bestimmter Verhaltensweisen verläuft für Sack stark selektiv. Die Unterschichten werden kriminalisiert, während die Herrschenden dieses Label nicht erhalten. Das Gesetz werde damit zum Instrument der Unterdrückung, es herrsche Klassenjustiz.
Sacks Theorie hatte seit den 1960er-Jahren erheblichen Einfluss auf die Entwicklung der Kriminologie in der Bundesrepublik Deutschland. Die Radikalität seines Ansatzes erzeugte jedoch auch erheblichen Widerstand. So wurde Sack vorgeworfen, er verkehre die Rollen und mache die Täter zu Zuschreibungs-Opfern, die selber überhaupt keine Rolle mehr als aktiv Handelnde hätten. Trutz von Trotha prägte dafür den kritisch-ironischen Begriff „Reaktionsdeppen“. Hans Joachim Schneider machte Sack den Vorwurf, durch die polemische Art, mit der er den Etikettierungsansatz eingeführt habe, für eine der unfruchtbarsten Epochen der deutschsprachigen Kriminologie gesorgt zu haben. Er habe dadurch einen Schulenstreit zwischen „alter“ und „neuer“ Kriminologie eingeleitet. Sacks polemische Ablehnung der gesamten Kriminologie habe eine Rezeption der Kriminalsoziologie seitens der traditionellen tätereorientierten deutschsprachigen Kriminologie gerade verhindert.

## Persönliches
Sack ist seit 1960 verheiratet. Er hat drei Kinder. Der Journalist Adriano Sack ist sein Sohn, die Mediengestalterin Janine Sack seine Tochter.

## Mitgliedschaften und Ehrungen
Sack, der dem Beirat der Humanistischen Union angehört, war bis zum Abgrenzungsbeschluss der Humanistischen Union im Jahr 2004 – der die Zusammenarbeit der Humanistischen Union und der Arbeitsgemeinschaft beendete – auch entsendetes Mitglied im Kuratorium der Arbeitsgemeinschaft Humane Sexualität. Die Gesellschaft für interdisziplinäre wissenschaftliche Kriminologie (GiwK) vergab von 2001 bis 2019 für hervorragende kriminologische Veröffentlichungen den Fritz-Sack-Preis. 2006 wurde Sack von der Universität Kreta die Ehrendoktorwürde verliehen.

## Schriften (Auswahl)
- hrsg. mit René König: Kriminalsoziologie. Akademische Verlagsges., Frankfurt a. M. 1968 (unveränderte Auflagen 1974 und 1979)
- hrsg. mit Klaus Lüderssen: Seminar: Abweichendes Verhalten I. Die selektiven Normen der Gesellschaft. Suhrkamp,  Frankfurt/M. 1975.
- hrsg. mit Klaus Lüderssen: Seminar: Abweichendes Verhalten II. Die gesellschaftliche Reaktion auf Kriminalität, Bd. 1: Strafgesetzgebung und Strafrechtsdogmatik. Suhrkamp,  Frankfurt/M. 1975.
- hrsg. mit Klaus Lüderssen: Seminar: Abweichendes Verhalten III. Die gesellschaftliche Reaktion auf Kriminalität, Bd. 2: Strafprozess und Strafvollzug. Suhrkamp,  Frankfurt/M. 1977.
- hrsg. mit Klaus Lüderssen: Seminar: Abweichendes Verhalten IV. Kriminalpolitik und Strafrecht. Suhrkamp,  Frankfurt/M. 1980.
- hrsg. mit Klaus Lüderssen: Vom Nutzen und Nachteil der Sozialwissenschaften für das Strafrecht, Bände I und II., Suhrkamp, Frankfurt/M. 1980.
- als Hrsg.: Privatisierung staatlicher Kontrolle: Befunde, Konzepte, Tendenzen. Nomos, Baden-Baden 1995, ISBN 3-7890-4089-4.
- Kriminologie als Gesellschaftswissenschaft. Ausgewählte Texte, herausgegeben von Bernd Dollinger u. a., Beltz Juventa, Weinheim/Basel 2014, ISBN 978-3-7799-2946-8.